# Laramie (Zigarette)
| Laramie                       | Laramie                       |
| Logo der Marke                | Logo der Marke                |
| Laramie-Logo                  | Laramie-Logo                  |
| Inhaltsstoffe einer Zigarette | Inhaltsstoffe einer Zigarette |
| ----------------------------- | ----------------------------- |
| Kondensat/Teer:               | 10 mg                         |
| Nikotin:                      | 0,8 mg                        |
| Kohlenmonoxid:                | 10 mg                         |

Laramie Zigarette mit Maßen (Tabak, Filter)

Laramie ist eine ehemalige US-amerikanische Zigarettenmarke, welche in den 1930er bis 1960er Jahre hergestellt wurde.
Später wurde der Name für ein Zigaretten-Roll-System verwendet.
Heute kann man von Laramie Filterhülsen, Zigarettenpapier und Zigarettenstopfer kaufen, diese werden von HBI International vermarktet.
In der Zeichentrickserie Die Simpsons kommt eine Zigarettenmarke mit Namen Laramie vor. Das Design ähnelt stark dem von Marlboro (Phillip Morris), womöglich eine Anspielung auf Marlboro und Laramie.